# Arica
Arica (phát âm tiếng Tây Ban Nha: [aˈɾika]; tiếng Anh: /əˈriːkə/ uh-REE-kuh) là thành phố cảng và khu tự quản ở trung bộ Chile, thủ phủ của vùng Arica, nằm bên sông XV Arica and Parinacota. Thành phố cảng này có dân số 196.590 người thuộc tỉnh Arica thuộc vùng Arica y Parinacota của Chile. Đây là thành phố nằm ở cực bắc của Chile, cách biên giới với Peru chỉ 18 km (11 dặm). Thành phố này là thủ phủ của cả tỉnh Arica và vùng Arica và Parinacota. Arica nằm ở vị trí uốn cong của bờ biển phía Nam của Nam Mỹ gọi là Arica Bend hoặc Arica Elbow. Tại vị trí của thành phố, hai thung lũng hấp dẫn phân tích Sa mạc Atacama hội tụ: Azapa và Lluta. Những thung lũng này cung cấp trái cây cho xuất khẩu.
Arica là một cảng quan trọng cho một khu vực nội địa rộng lớn ở Nam Mỹ. Thành phố này phục vụ một cảng tự do cho Bolivia và quản lý một phần đáng kể trong thương mại của nước đó. Ngoài ra nó là trạm cuối cùng của đường ống dầu Bolivia bắt đầu ở Oruro. Vị trí chiến lược của thành phố được tăng cường bằng cách cạnh Đường cao tốc Mỹ, kết nối với Tacna ở Peru và La Paz ở Bolivia bằng đường sắt và đang được phục vụ bởi một sân bay quốc tế.
Thời tiết ôn hòa của Arica đã làm cho Arica được biết đến như là "thành phố của mùa xuân vĩnh cửu" ở Chile trong khi những bãi biển của nó thường xuyên được người Bolivia đến nghỉ dưỡng. Thành phố này là một cảng quan trọng trong thời kỳ thuộc địa của Tây Ban Nha. Chile chiếm thành phố này từ Peru vào năm 1880 sau chiến tranh Thái Bình Dương và được Peru công nhận là Chilê vào năm 1929. Một phần đáng kể người Chilê châu Phi sống hoặc có gốc gác Arica.